# Marián Hossa
Marián Hossa (Stará Ľubovňa, 12. siječnja 1979.) slovački je profesionalni hokejaš na ledu. Lijevoruki je napadač i igra na poziciji desnog krila. U svojoj NHL karijeri je igrao za Ottawa Senatorse, Atlanta Thrasherse, Pittsburgh Penguinse, Detroit Red Wingse, a trenutačno igra za Chicago Blackhawkse. U svojoj karijeri nastupio je i na četiri NHL All-Star utakmice. Pored njegove NHL karijere, često je nastupao za Slovačku na velikim turnirima te je dvaput bio na Olimpijskim igrama. 1. srpnja 2009. Hossa je potpisao na 12 godina svoju vjernost klubu iz vjetrovitog grada, Chicago Blackhawksima vrijednu 62,8 milijuna dolara. 

## National Hockey League

### Ottawa Senators
Ottawa Senatorsi su izabrali Mariana Hossu, na draftu 1997., kao 12. izbor prve runde drafta. U NHL ligu je došao iz slovačkog prvoligaša HC Dukla Trenčín. 
U sezoni 2003./04. u dresu Ottawe postigao 36 pogodaka uz 46 asistencija i bio je peti strijelac lige. Zbog "lockouta" u NHL-u 2004./05. preselio su u Europi kao i mnoge druge NHL zvijezde. Za vrijeme "lockouta" iz NHL lige je u europske klubove preselilo oko 750 hokejaša. Hossa je potpisao ugovor za švedsku Moru. Nakon 32 boda u 24 utakmice u dresu More, Hossa se vraća natrag u klub u kojem je započeo karijeru Duklu Trenčin. Ondje je završio sezonu sakupivši 42 boda u 22 utakmice. Ukupno je u Ottawi odigrao 11 sezona (1997. – 2004.) 

### Atlanta Thrashers
Hossa je napustio Ottawu, nakon što su Senatorsi mijenjali prava na njega u velikom dealu s Atlantom. U prvoj sezoni, Hossa je postigao 39 pogodaka i dodao 53 asistencija za velikih 92 bodova, čime je nadmašio svoj prethodni rekord karijere. Već sljedeće godine s ostvarenih 100 bodova ušao je u klupsku povijest kao prvi igrač koji je tijekom sezone ostvario troznamenkasti broj bodova. U sezoni 2007./08. već s 29 godina na leđima Hossa je trebao postat neograničen slobodan igrač, a s klupskom upravom nije se uspio dogovoriti oko produženja novoga. Kao rezultat toga, Atlanta ga je s Pascalom Dupuisom u velikom dealu mijenjala u Pittsburgh za trojicu igrača i pick prvog kruga drafta 2008. 

### Pittsburgh Penguins
Debi za Penguinse protiv Bostona nije mogao gore proći. Pittsburgh je teško poražen s 5:1, a Hossa je zaradio ozljedu koljena. Prije nego što se vratio u napadačku liniju Pittsburgha (Hossa, Dupuis i Sidney Crosby), Hossa je prethodno propustio šest utakmica regularne sezone. Sezonu je završio s 66 bodova u 72 utakmice odigranih u dresu dvaju klubova, Atlante i Penguinsa. Nastupio je i na svojoj četvrtoj All-Star utakmici u karijeri kojoj je domaćin bila upravo Atlanta.  
Pored Evgenija Malkina i Crosbyja, Hossa se s 14 golova i 12 asistencija u doigravanju prometnuo u ključnog igrača Penguinsa koji su stigli do finala Stanleyjeva kupa 2008. Pittsburgh i Hossa poraženi su u šest utakmica od Detroita. Također je istog ljeta Hossa postao nezaštićen slobodan igrač. 

### Detroit Red Wings
Mjesec dana nakon što je izgubio finale od Detroita kao igrač Pittsburgha, Hossa je dres Penguinsa zamijenio onim Red Wingsa. 2. srpnja Hossa je potpisao jednogodišnji ugovor s Detroitom vrijedan 7,45 milijuna dolara po sezoni. Navodno je odbio višegodišnji ugovor s Edmontom Oilersima vrijedan najmanje 9 milijuna dolara po sezoni i višegodišnju ponudu Pittsburgha, za koje je igrao do zadnje utakmice u playoffu prošle sezone, ne bi li došao upravo u Red Wingse i osvojio naslov NHL prvaka. Hossa je kroz cijelu svoju karijeru nosio broj 18, no u Detroitu to nije mogao, jer dugogodišnji član Wingsa Kirk Maltby nosi upravo taj isti broj. Radi toga je uzeo broj 81 umjesto dosadašnjeg broja. 
18. listopada zabio je svoj 300-ti gol u karijeri, koji je Red Wingsima donio pobjedu u produžecima protiv NY Rangersa. Taj gol je ujedno bio i njegov prvi gol za Detroit. Hossa je s Red Wingsima stigao do finala Stanleyjeva kupa. U finalu su se upravo sastali s njegovim bivšim klubom Pittsburgh Penguinsima. Hossa je bio najveći tragičar finala jer je prošle sezone izgubio finale s Pittsbughom, a sljedeće s Detroitom.

### Chicago Blackhawks
Hossa je nakon jedne odigrane sezone u Detroitu s kojim na kraju nije uspio osvojiti naslov, odbio produžiti novi ugovor koji su mu nudili Red Wingsi. Detroit mu je, navodno, nudio oko 4 milijuna dolara po sezoni, a Chicago mu je ponudio ugovor kojim će zarađivati 5,2 milijuna dolara godišnje. Hossa je ugovor prihvatio te potpisao na dugih 12 godina. Istodobno kad i Hossa, Martin Havlat označio je kraje ere u Chicagu te u međuvremenu potpisao za Minnesotu Wild. Tri tjedna nakon potpisa ugovora Hossa odlazi na operaciju ramena, koja će ga od leda udaljiti u četirima sljedećim mjesecima.

## Vanjske poveznice
- Profil na NHL.com
- Profil na The Internet Hockey Database
- Profil na Legends of Hockey